# EC-nummer
Het EC-nummer (enzymcommissienummer) is een numeriek classificatiesysteem voor enzymen en moet niet verward worden met het EG-nummer, waarmee een chemische stof wordt aangeduid. Het classificatiesysteem wordt beheerd door de "Nomenclature Committee of the International Union of Biochemistry and Molecular Biology" (NC-IUBMB).
Een nummer bestaat uit vier door punten verdeelde getallen. Om precies te zijn wordt er niet het enzym maar de reactie die het katalyseert mee aangeduid. Zo kan het voorkomen dat niet aan elkaar verwante enzymen, maar die wel dezelfde reactie katalyseren, hetzelfde nummer krijgen.

## opbouw van het EC-nummer
Het eerste cijfer geeft een van de zes hoofdklassen aan:
| Klasse     | Benaming        | Werking                                                                                           | Voorbeeld                                                    | Co-enzym                                                                                |
| ---------- | --------------- | ------------------------------------------------------------------------------------------------- | ------------------------------------------------------------ | --------------------------------------------------------------------------------------- |
| EC 1.x.x.x | Oxidoreductasen | Katalyseren redoxreacties                                                                         | Dehydrogenasen Hydrogenasen Oxidasen Oxygenasen Hydroxylasen | NAD+, NADP+, eFAD, Flavinemononucleotide, Liponzuur                                     |
| EC 2.x.x.x | Transferasen    | Katalyseren de overdracht van een functionele groep van het ene molecuul naar het andere molecuul | Fosfotransferasen (bevatten Kinasen) Aminotransferasen       | S-Adenosylmethionine, Biotine, cAMP, ATP, Thiamine-pyrofosfaat (TPP), Tetrahydrofolzuur |
| EC 3.x.x.x | Hydrolasen      | Katalyseren de hydrolytische splitsing van stoffen                                                | Esterasen Lipasen Fosfatasen Peptidasen                      | Hebben geen coenzym nodig                                                               |
| EC 4.x.x.x | Lyasen          | Voegen toe of verwijderen groepen voor de vorming van dubbele bindingen                           | Decarboxylasen Aldolasen Synthasen                           | TPP, Pyridoxaalfosfaat                                                                  |
| EC 5.x.x.x | Isomerasen      | Katalyseren de omvorming van een verbinding in een isomere structuur                              | Razemasen Mutasen                                            | Glucose-1,6-bisfosfaat, Vitamine B12                                                    |
| EC 6.x.x.x | Ligasen         | Verbinden twee moleculen ten koste van een ATP-molecuul (niet bij Rubisco)                        | Synthetasen Carboxylasen                                     | ATP, NAD                                                                                |

De classificering wordt van links naar rechts steeds meer gespecificeerd. Zo wordt het EC-nummer van het enzym aminopeptidase (EC 3.4.11.4) als volgt samengesteld:
- 3 = Hydrolase
- 3.4 = Aangrijpingspunt: Peptidebinding
- 3.4.11. = Aminopeptidase
- 3.4.11.4 = gekatalyseerde reactie (afsplitsing van een N-terminaal aminozuur van een tripeptide)

## Kenmerkende reactie per klasse
| Klasse               | Kenmerkend reactie                                     |
| -------------------- | ------------------------------------------------------ |
| EC 1 Oxidoreductasen | AH + B → A + BH (gereduceerd) A + O → AO (ge-oxideerd) |
| EC 2 Transferases    | AB + C → A + BC                                        |
| EC 3 Hydrolasen      | AB + H2O → AOH + BH                                    |
| EC 4 Lyases          | RCOCOOH → RCOH + CO2 of [X-A-B-Y] → [A=B + X-Y]        |
| EC 5 Isomerasen      | AB → BA                                                |
| EC 6 Ligasen         | X + Y+ ATP → XY + ADP + Pi                             |